# 中心正方形數
中心正方形數是排成正方形的中心多邊形數。第n個中心正方形數的每點中心一點的距離都不超過n個曼哈頓距離。其公式為{\displaystyle n^{2}+(n-1)^{2}}，由此可見，中心正方形數是2個一般正方形數之和。同時，第{\displaystyle n}個中心正方數又是第{\displaystyle n}個一般三角形數的4倍加1（中心一點）。
中心正方形數的公式亦可表示成{\displaystyle {\frac {n^{2}+1}{2}}}，但僅適用於奇數。
首十個中心正方形數為：1，5，13，25，41，61，85，113，145，181...（OEIS:A001844）
在十進制中，中心正方形數的個位數有1-5-3-5-1的排列。
首{\displaystyle n}個中心正方形數之和是第{\displaystyle n}的八面體數。